# Nellie Bly

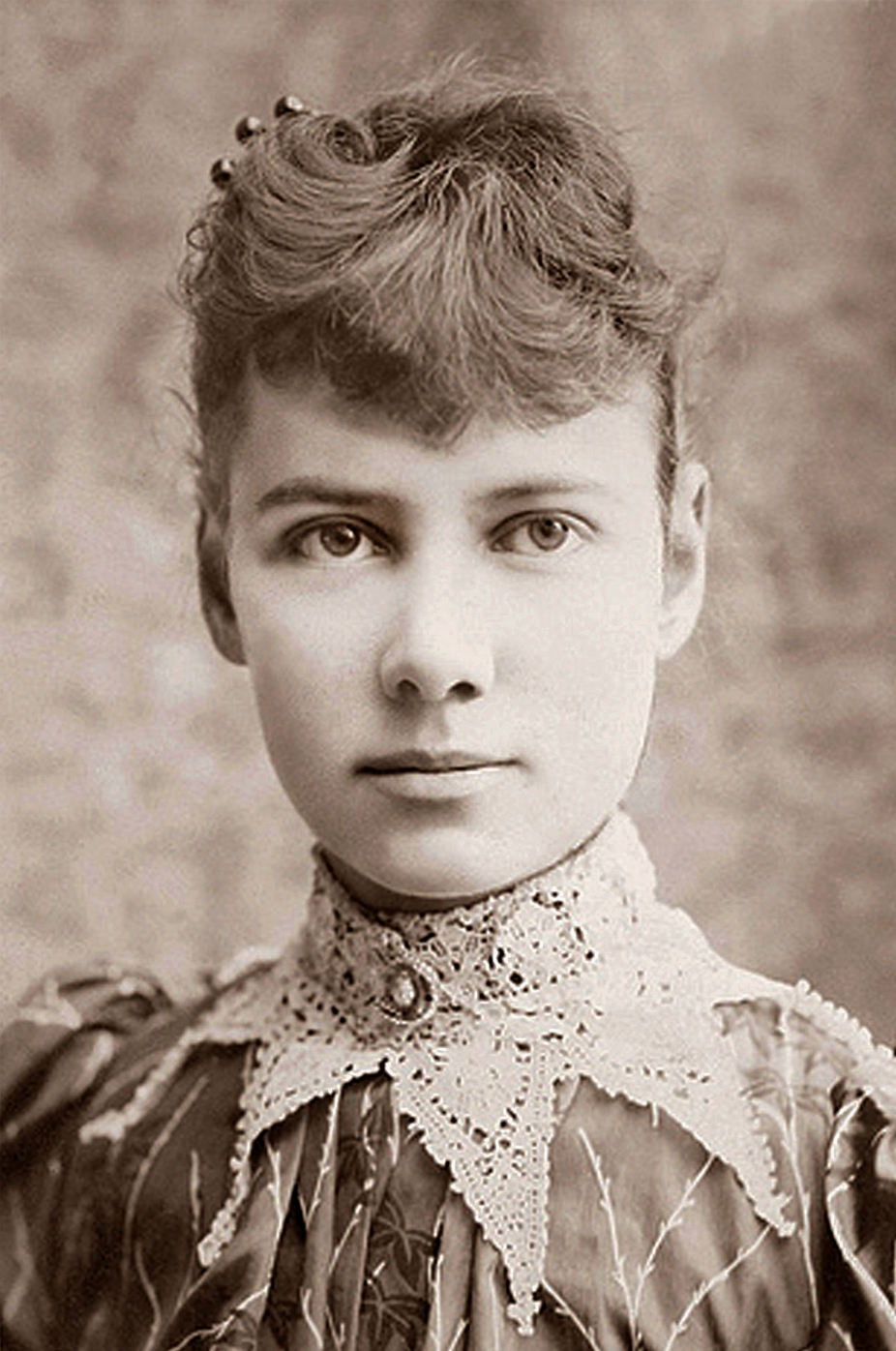
Nellie Bly, um 1890

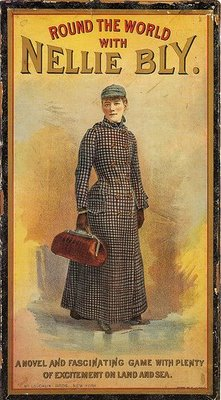
Plakat „Round The World With Nellie Bly“

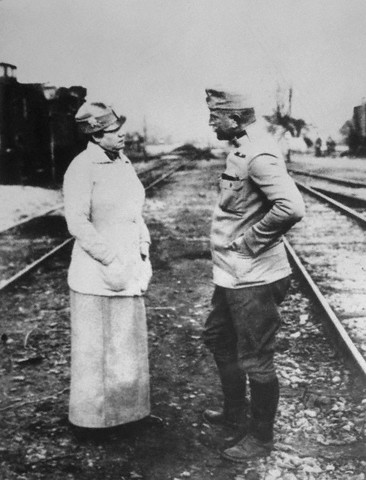
Nellie Bly spricht mit einem Offizier der österreichisch-ungarischen Armee, 1914

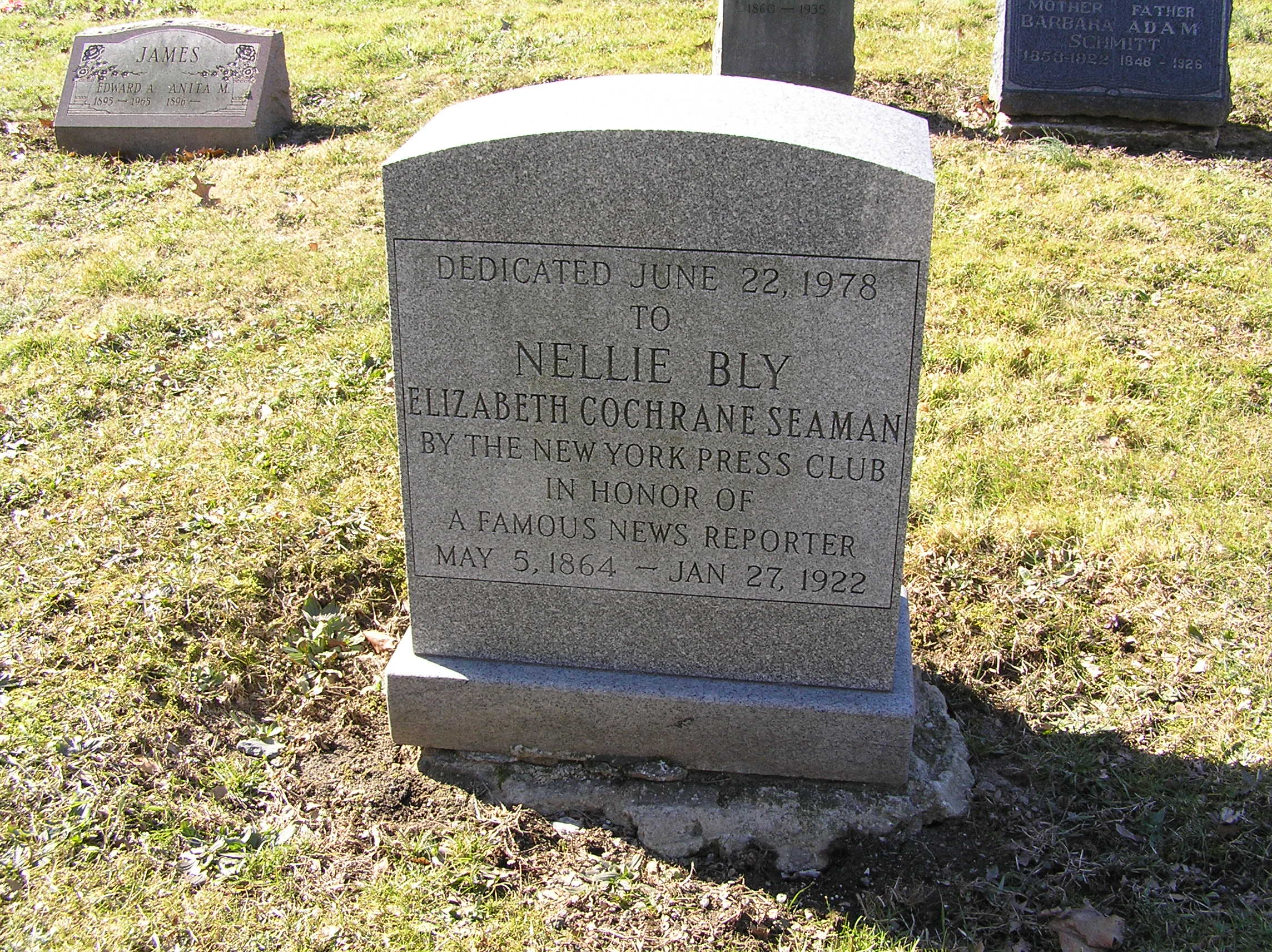
Blys Grab in New York City

Elizabeth Jane Cochran(e) (* 5. Mai 1864 in Cochran’s Mills, Armstrong County, Pennsylvania; † 27. Januar 1922 in New York, New York), besser bekannt unter ihrem Pseudonym Nellie Bly, war eine US-amerikanische Journalistin und Weltreisende. Sie war eine Pionierin des investigativen Journalismus und verkörperte mit ihren Reportagen und Erlebnisberichten den neuen Ton der damaligen Zeit.

## Leben und Wirken
Elizabeth Jane Cochran war das dritte von fünf Kindern des Ehepaars Michael und Mary Jane Cochran. Der Vater starb, als Elizabeth sechs Jahre alt war. Anschließend heiratete ihre Mutter einen Bürgerkriegsveteranen und Alkoholiker, worauf die Familie verarmte. Die Ehe wurde nach fünf Jahren geschieden, und Elizabeth Cochran besuchte ein Jahr ein Internat für angehende Lehrerinnen. Zu dieser Zeit fügte sie ihrem Nachnamen ein e an.

### Beruflicher Werdegang
1884 antwortete Cochran mit einem temperamentvollen Leserbrief auf eine frauenfeindliche Kolumne im Pittsburgh Dispatch. Der Herausgeber der Zeitung, George Madden, war von der Qualität des Briefes so angetan, dass er ihr eine Stelle als Reporterin anbot. Da sie gerade auf Arbeitssuche war, nahm sie das Angebot an. Dort erhielt sie auch ihr Pseudonym nach der Hauptfigur eines beliebten Liedes von Stephen Foster.
Nellie Bly schrieb mehrere investigative Reportagen für die Zeitung, bevor sie in die Redaktion für „Frauenthemen“ versetzt wurde. Da sie sich damit nicht zufriedengeben wollte, verließ sie im Frühjahr 1887 die Zeitung und ging nach New York. Dort wurde sie im Herbst 1887 als Reporterin bei Joseph Pulitzers Zeitung New York World angenommen. Ihr erster Auftrag war, über die Zustände in einem Asyl für nervenkranke Frauen auf der New Yorker Blackwell’s Island im East River zu berichten. Um diese Reportage schreiben zu können, musste sie sich selbst für zehn Tage einweisen, um so am eigenen Leibe die Behandlung sowie die Lebensumstände der Patientinnen zu erfahren. Diese Art des verdeckten Recherchierens wurde in der Folge zum Markenzeichen ihrer journalistischen Arbeit.

### Weltreise
Im Jahr 1888 entschied die New York World, dass Nellie Bly die Reise aus Jules Vernes Roman In 80 Tagen um die Welt nachahmen solle. Sie begann die über 32.800 Kilometer lange Reise am 14. November 1889 in New York und reiste über England, Jules Vernes Wohnort Amiens, Brindisi in Italien, Colombo auf Ceylon, Hongkong, China, Japan und San Francisco. Daraufhin setzte die konkurrierende Zeitung Cosmopolitan ebenfalls eine Journalistin, Elizabeth Bisland, in Bewegung, um die Reisezeit von Nellie Bly zu unterbieten. Somit wurde die Reise zu einer Wettfahrt. Nach 72 Tagen, 6 Stunden, 11 Minuten und 14 Sekunden beendete Bly die Reise in damaliger Rekordzeit am 25. Januar 1890 und gewann damit das Rennen. Sie war eine der ersten Frauen, die unbegleitet von einem Mann eine derartige Reise unternommen hatten, was sie zum Vorbild für viele Frauen machte.

### Kritik
In einigen Artikeln beschreibt Nellie Bly die Bewohner ihrer Gastländer mit groben und unvorteilhaften Charakterzügen. Literaturkritiker werfen der Weltreisenden deshalb vor, dass manche ihrer Artikel von Hochmut und kolonialer Ignoranz zeugen. Andere Rezensenten halten die kritisierten Textpassagen eher für feine Ironie oder harmlose Lästereien.

### Spätere Jahre
1895 heiratete Bly mit 31 Jahren den 70-jährigen Millionär Robert Seaman. Nach dessen Tod im Jahr 1904 gab sie das Schreiben auf, um sich um die Leitung seines Unternehmens, der Iron Clad Manufacturing Company, kümmern zu können. Später kehrte sie zum Schreiben von Reportagen zurück. So berichtete sie 1913 von einer Tagung zum Thema Frauenwahlrecht und 1914 – von Österreich aus – von der östlichen Kriegsfront Europas zu Beginn des Ersten Weltkriegs. 1919 kehrte Bly aus Europa nach New York zurück. 1922 starb Nellie Bly im Alter von 57 Jahren an einer Lungenentzündung. Sie ist auf dem Woodlawn Cemetery begraben.

## Rezeption
Kim Todd bezeichnete Bly als die bekannteste der Girl Stunt Reporters – Frauen, wie zum Beispiel auch Nell Nelson, Eva May, Kate Swan McGuirk, die im 19. Jahrhundert eine wesentliche Rolle bei der Aufdeckung sozialer Missstände spielten. Bly wird eine Vorreiterrolle im investigativen Journalismus in Amerika zugesprochen.
Leben und Werk von Nellie Bly inspirierten verschiedene Autoren zum Schaffen biografisch-fiktionaler Porträts – darunter auch Jugendbücher wie Stop the presses, Nellie's got a scoop! von Robert Quackenbush oder Nellie Bly's book. Around the world in 72 days von Ira Peck – und Romane, darunter Carol McClearys The Alchemy of Murder.

## Ehrungen
In Brooklyn, New York, gab es den Nellie Bly Amusement Park, der unter dem Motto In 80 Tagen um die Welt stand. 2007 wurde der Park nach einer Renovierung in Adventurers Family Entertainment Center umbenannt.
1994 wurde der Venuskrater Bly und 2021 der Autonome Schlepper Nellie Bly nach ihr benannt.
Der Spielfilm von Timothy Hines 10 Days in a Madhouse - Undercover in der Psychiatrie aus dem Jahr 2015 verarbeitet das Leben der Pionierin des „Undercover-Journalismus“ künstlerisch.
2021 wurde eine Bronzeinstallation zu Ehren von Nellie Bly aufgestellt.

## Publikationen
- Zehn Tage im Irrenhaus. Undercover in der Psychiatrie (Ten Days in a Mad-House, 1887). Herausgegeben, aus dem Amerikanischen übersetzt und mit einem Nachwort von Martin Wagner. Aviva Verlag, Berlin 2012, ISBN 978-3-932338-48-9.
- The Mystery of Central Park. A Novel. G. W. Dillingham, New York, 1889.
- Around the World in 72 Days. Die schnellste Frau des 19. Jahrhunderts. Aus dem Englischen von Josefine Haubold, hrsg. und mit einem Vorwort von Martin Wagner. (Deutschsprachige Erstausgabe von Around the World in Seventy-Two Days. Pictorial Weeklies Company, New York 1890.) Aviva Verlag, Berlin 2013, ISBN 978-3-932338-55-7.